# 海登赖希施泰因
海登赖希施泰因（德語：Heidenreichstein）是奥地利下奥地利州格明德县的一个市镇。总面积58.44平方公里，总人口4067人，人口密度69.6人/平方公里（2012年）。